# Boccheggiano
Boccheggiano is een plaats (frazione) in de Italiaanse gemeente Montieri.
Boccheggiano is lange tijd een belangrijk mijndorp geweest. Van 1889 tot 1914 werd er koper gewonnen, terwijl er van begin 20e eeuw tot 1994 pyriet werd gedolven. Tevens worden er fluorescerende mineralen gevonden. Een restant van de kopermijnactiviteiten zijn de Roste, de roodgekleurde heuvels langs de rivier Merse.

## Bezienswaardigheden
- San Bartolomeo (15e eeuw)
- San Sebastiano (14e eeuw)
- Verdedigingsmuren van Boccheggiano (13e eeuw)
- Porta della Torricella, de hoofdpoort van het middeleeuwse dorp

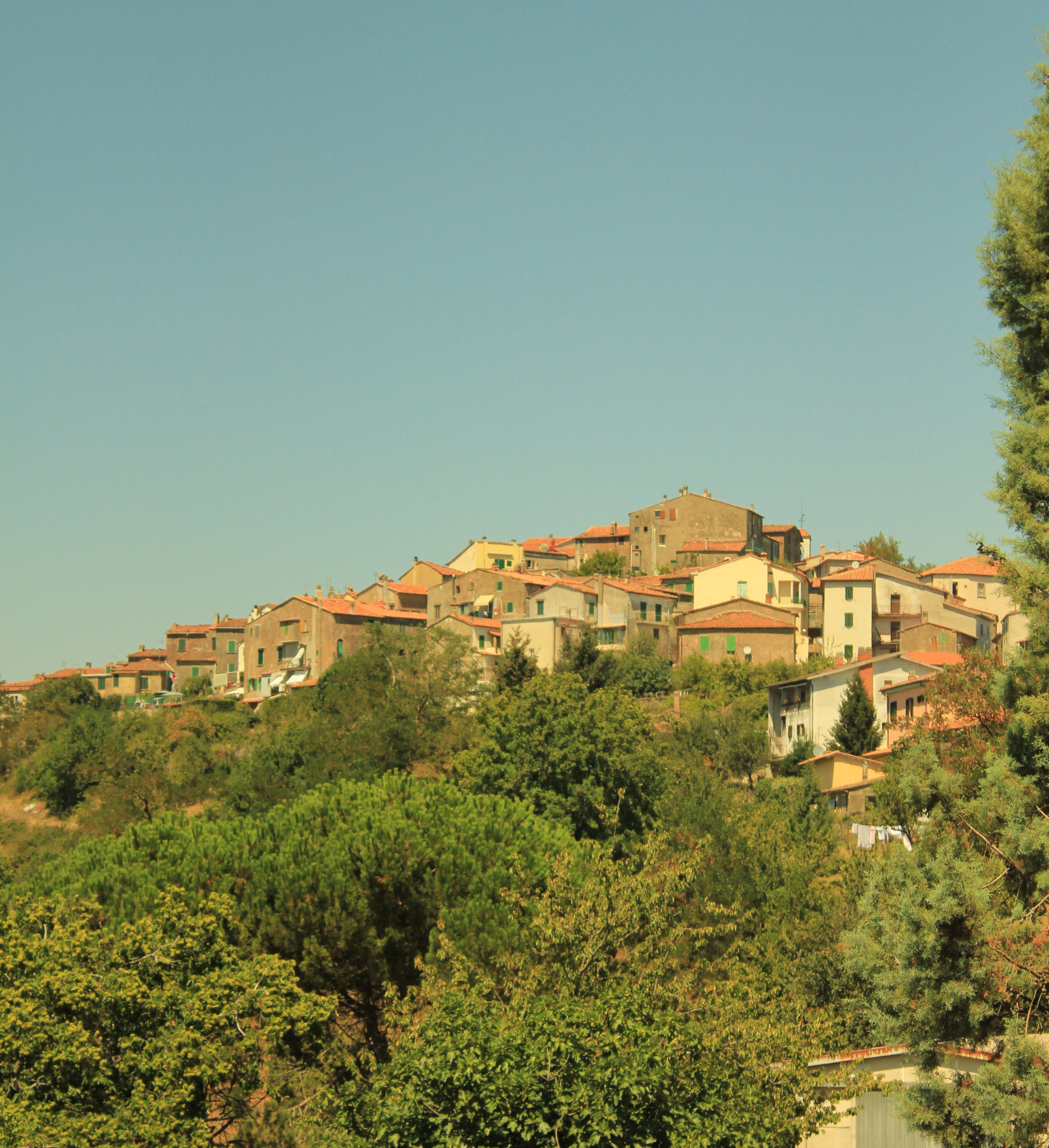
Boccheggiano
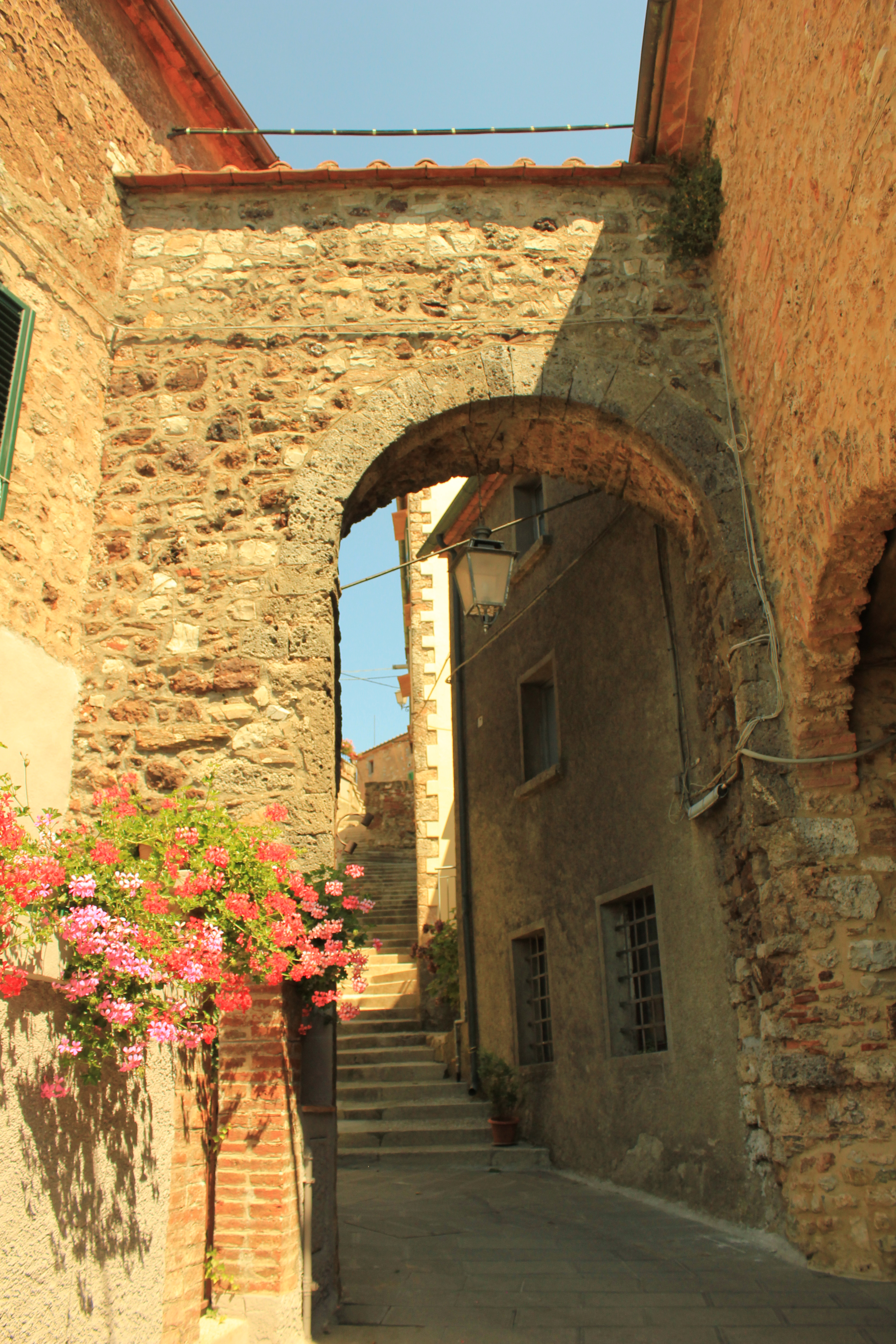
Porta della Torricella